# Darb-e Āstāneh
Darb-e Āstāneh (persiska: درب آستانه, دَر آستانِه, دَرب آستانِه) är en ort i Iran.   Den ligger i provinsen Lorestan, i den centrala delen av landet, 300 km sydväst om huvudstaden Teheran. Darb-e Āstāneh ligger 1 800 meter över havet och antalet invånare är 242.
Terrängen runt Darb-e Āstāneh är kuperad norrut, men söderut är den bergig. Runt Darb-e Āstāneh är det ganska glesbefolkat, med 29 invånare per kvadratkilometer. Närmaste större samhälle är Dorūd, 12,1 km nordväst om Darb-e Āstāneh. Trakten runt Darb-e Āstāneh består i huvudsak av gräsmarker.